# Andrew Grose
Andrew Grose ist ein britischer Schauspieler.

## Leben
Grose ist Absolvent der Manchester School of Theatre.
Seine erste Charakterdarstellung im Fernsehen hatte er 1999 in der Fernsehserie Coronation Street in vier Episoden als Tim Munson. 10 Jahre später mimte er in der Serie in einer Episode einen Pastor. Grose hatte Besetzungen in bekannten nationalen Fernsehserien wie Shameless oder Doctors. 2015 hatte er eine Rolle im Film Arthur und Merlin.

## Filmografie
- 1999: Coronation Street (Fernsehserie, 4 Episoden)
- 2000: Always and Everyone (Fernsehserie, Episode 2x07)
- 2000: Little Bird (Fernsehfilm)
- 2000: Holby City (Fernsehserie, Episode 3x06)
- 2002: The League of Gentlemen (Fernsehserie, Episode 3x06)
- 2004: Donovan (Fernsehserie, Episode 1x01)
- 2004: The Royal (Fernsehserie, Episode 3x10)
- 2004: Blue Murder (Fernsehserie, Episode 2x01)
- 2005: The Jealous God
- 2006: The Girl from El Paranzo (Kurzfilm)
- 2007–2009: The Street (Fernsehserie, 2 Episoden)
- 2008: The Royal Today (Fernsehserie, Episode 1x06)
- 2008: Shameless (Fernsehserie, Episode 5x16)
- 2008: Hollyoaks (Fernsehserie, Episode 1x2431)
- 2008: Survivors (Fernsehserie, Episode 1x05)
- 2009: Coronation Street (Fernsehserie, Episode 1x7235)
- 2010: Emmerdale (Fernsehserie, 2 Episoden)
- 2012: Rolling with the Punches (Kurzfilm)
- 2013: Scott & Bailey (Fernsehserie, Episode 3x01)
- 2014: Doctors (Fernsehserie, Episode 16x149)
- 2015: Arthur und Merlin Arthur and Merlin
- 2015: No Offence (Fernsehserie, Episode 1x08)
- 2017: Hope Dies Last (Kurzfilm)